# IC 578
IC 578 је спирална галаксија у сазвјежђу Лав која се налази на листи објеката дубоког неба у Индекс каталогу.
Деклинација објекта је + 10° 29' 11" а ректасцензија 9h 56m 16,1s. Привидна величина (магнитуда) објекта IC 578 износи 13,9 а фотографска магнитуда 14,8. IC 578 је још познат и под ознакама UGC 5337, MCG 2-26-2, CGCG 64-4, KCPG 220B, IRAS 09535+1043, PGC 28674.